# بلينديسكيوس
بلينديسكيوس (بالفرنسية: Blendecques)‏ هي بلدية تقع في إقليم باد كاليه من منطقة نور با دو كاليه في شمال فرنسا. تبلغ مساحة هذه المدينة 9.56 (كم²)، وترتفع عن سطح البحر 25 م، يبلغ عدد سكانها 5171 نسمة حسب إحصاء المعهد الوطني للإحصاء والدراسات الاقتصادية سنة 2009 م. وترأس André Bultel البلدية خلال فترة (2008-2014).